# Hans Weber (Fussballspieler, 1934)
Johann «Hans» Weber (* 8. September 1934 in Lausanne; † 10. Februar 1965 ebenda) war ein Schweizer Fussballspieler. Er nahm an der Fussballweltmeisterschaft 1962 teil.

## Karriere
Weber spielte in der Jugend des FC Basel. Kurz nach seinem sechzehnten Geburtstag bestritt er am 24. September 1950 beim 2:2 im Stade des Charmilles gegen Servette FC sein erstes Spiel in der Nationalliga A. Eine Woche später erzielte er beim 4:1 gegen den FC La Chaux-de-Fonds im Stadion Schützenmatte seine ersten beiden Treffer. 1953 gewann er mit seinem Klub die erste Schweizer Meisterschaft der Vereinsgeschichte.
1955 wechselte er zu Lausanne-Sports. In zwei Spielzeiten bestritt er für die Westschweizer 48 Spiele in der Nationalliga A, in denen er zwei Tore erzielte. 1957 kehrte er zum FC Basel zurück. 1963 stand er mit seinem Klub im Final um den Schweizer Cup, den der FC Basel mit 2:0 gegen den Grasshopper Club Zürich mit 2:0 gewann.
Insgesamt bestritt Weber 281 Pflichtspiele für den FC Basel, in denen er 48 Tore erzielte. In seinem letzten Spiel am 27. Dezember 1964 im Viertelfinal des Schweizer Cups gegen die Grasshoppers vor heimischer Kulisse im St. Jakob-Park erzielte er in der 88. Spielminute den Ausgleich zum 1:1. Basel gewann das Spiel mit 3:1 nach Verlängerung. Nur wenige Wochen später verstarb Hans Weber am 10. Februar 1965 im Alter von 30 Jahren an einer Krebserkrankung.

### Nationalmannschaft
Weber debütierte am 1. Mai 1956 beim 1:1 in einem Freundschaftsspiel im Saarbrücker Ludwigsparkstadion gegen das Saarland in der Schweizer Fussballnationalmannschaft. Sein einziges Länderspieltor erzielte er am 12. Oktober 1960 im heimischen St. Jakob-Park beim 6:2 gegen Frankreich.
Anlässlich der Weltmeisterschaft 1962 in Chile berief ihn Nationaltrainer Karl Rappan in den Schweizer Kader. Weber kam in allen drei Gruppenspielen gegen den Gastgeber, Deutschland, und Italien zum Einsatz. Nach drei Niederlagen schied die Schweiz nach der Vorrunde aus dem Turnier aus.
Sein letztes von insgesamt 24 Länderspielen bestritt Weber am 1. Juli 1964 bei der 2:3-Niederlage im Freundschaftsspiel gegen Norwegen.

## Erfolge
- Schweizer Meister: 1953
- Schweizer Pokalsieger: 1963